# Paproć (wieś)
Paproć – wieś w Polsce położona w województwie wielkopolskim, w powiecie nowotomyskim, w gminie Nowy Tomyśl.
Wieś powstała w 1701 r. w czasach kolonizacji olęderskiej.
W okresie Wielkiego Księstwa Poznańskiego (1815-1848) miejscowość wzmiankowana jako Paprockie należała do wsi większych w ówczesnym powiecie bukowskim, który dzielił się na cztery okręgi (bukowski, grodziski, lutomyślski oraz lwowkowski). Paprockie należały do okręgu lutomyślskiego i stanowiły część rozległego majątku Tomyśl stary, którego właścicielem był wówczas Hangsdorf. W skład majątku Tomyśl stary wchodziło łącznie 13 wsi. Według spisu urzędowego z 1837 roku Paprockie liczyły 800 mieszkańców i 123 dymy (domostwa).
W latach 1975–1998 miejscowość administracyjnie należała do województwa poznańskiego.
W 2012 we wsi wybudowano dwie najwyższe na świecie turbiny wiatrowe o całkowitej wysokości 210 m (160 m maszt + 50 m łopata wirnika).
Do rejestru zabytków wpisano we wsi domy nr 36 (pierwsza dekada XX wieku) i 46 (4. ćwierć XIX wieku).